# Рунические камни в Еллинге
Рунические камни в Еллинге — рунические камни из датского города Еллинга, внесённые в список Всемирного наследия. Рунические надписи на валунах датируются X веком.
На малом камне, установленном около 955 года, первым датским королём Гормом Старым высечена надпись:

kurmr kunukr karthi kubl   thusi aft   thurui kunu sina tanmarkar but,

что означает:

Горм король сделал памятный камень в честь Тюры, своей жены, Дании повелитель/повелительница.

Это первое письменное упоминание названия страны Danmark, найденное в пределах самой Дании. Само название было известно как минимум за 75 лет до возведения монумента: в географическом описании Северной Европы, сделанном уэссекским королём Альфредом Великим, датская территория называется «dene mearc».
Большой камень в Еллинге является своего рода «свидетельством о рождении» Дании. Камень высотой 2,43 метра, весящий около 10 тонн, был установлен королём Харальдом I Синезубым не ранее 965 года с надписью, гласящей, что:

Haraltr kunukr bath kaurua kubl thausi aft kurm fathur sin auk aft thaurui muthur sina 
 sa haraltr ias sar uan tanmaurk ala auk nuruiak auk tani karthi kristna,

то есть:

Харальд король поставил этот камень в честь Горма, отца своего, и Тюры, матери своей. 
 Харальд, покоривший всю Данию и Норвегию, кто крестил датчан.

Вытесанное на камне изображение ранее было цветным, его каменную цветную копию можно увидеть в национальном музее.
Рунические камни расположены во дворе Еллингской церкви между двумя большими погребальными курганами. Они являются свидетельствами эпохи перехода скандинавов от язычества к христианству. Камни, вместе с могильниками и церковью, занесены в список Всемирного наследия ЮНЕСКО.
За свою долгую историю камни подвергались воздействию погоды, что привело к появлению трещин. В 2008 году эксперты ЮНЕСКО, изучив их состояние, предложили перенести камни в помещение. Однако Комитет по культурному наследию Дании решил оставить камни на их историческом месте, надежно укрыв стеклянными витринами. На основании конкурса, на который было представлено 157 проектов, был выбран оптимальный дизайн защитных конструкций. Проект был реализован в 2012 году.
- Еллингский камень, реконструкция
- Камни за стеклянными витринами